# Эйрамджан, Анатолий Николаевич
Анато́лий Никола́евич Эйрамджан (настоящая фамилия — Тер-Григорян; 3 января 1937, Баку — 23 сентября 2014, Майами, США) — советский и российский кинорежиссёр, писатель-юморист, сценарист-комедиограф, кинопродюсер, создатель первого коммерческого кинофильма в СССР, член Союза кинематографистов Российской Федерации.

## Биография
Родился в Баку (Азербайджан).
Отец, Николай Николаевич Тер-Григорян — преподаватель музыки, пианист.
Мать, чью фамилию взял Анатолий, — Аревик Никитична Эйрамджан — внучка известного армянского писателя Газароса Агаяна.
Двоюродный брат композитора и музыкально-общественного деятеля Эдуарда Хагогортяна. Племянник художника-живописца Мартироса Сарьяна.
Анатолий Эйрамджан учился в музыкальной школе по классу скрипки. С детства писал короткие юмористические рассказы.
В 1961 году окончил Азербайджанский институт нефти и химии.
Автор коротких юмористических рассказов, дважды лауреат премии «Золотой телёнок» отдела сатиры и юмора «Клуб 12 стульев» в «Литературной газете» в 1972—1973 годах.
Юмористические рассказы Анатолия Эйрамджана печатались на страницах «Клуба 12 стульев» в «Литературной газете», в журналах «Юность», «Крокодил» и других изданиях.
В 1972 году окончил сценарное отделение Высших курсов сценаристов и режиссёров (мастерская Иосифа Ольшанского). С тех пор писал сценарии. Получил известность как автор совместных с Геральдом Бежановым работ, в частности, комедии «Самая обаятельная и привлекательная» (1985), ставшей лидером советского проката (в год выхода её посмотрели 44,9 млн зрителей), и фильм «Где находится нофелет? ». Тем не менее, как позже вспоминал Эйрамджан, много сценариев «было загублено, просто изуродовано», что повлияло на его решение уйти в режиссуру.
С 1989 года снимал картины по своим сценариям. Его дебютная комедия «За прекрасных дам!» считается пионером коммерческого кино в СССР. По словам Эйрамджана, все его фильмы были поставлены без государственной поддержки на деньги спонсоров и инвесторов, а «если у меня в титрах фигурирует Госкино, то только потому, что они мне разрешали по государственной цене приобрести импортную плёнку».
С 1992 года — художественный руководитель киностудии «Новый Одеон», на которой снял 22 художественных фильма по собственным сценариям. Член Союза кинематографистов России.
А главными режиссерскими успехами Анатолия Эйрамджана являются фильмы «Моя морячка», «Бабник», «Новый Одеон», «За прекрасных дам!», «Третий не лишний», «Жених из Майами», «Импотент», «Ультиматум» и «День святого Валентина».
В 1990-е — начале 2000-х у Эйрамджана снимались звезды отечественного кинематографа Леонид Куравлев, Людмила Гурченко, Виктор Борцов, Вера Алентова, Евгений Моргунов, Владимир Меньшов, Ирина Розанова, Лариса Удовиченко, Владимир Андреев, Галина Польских и другие.
В 1997 году фильм «Импотент» был удостоен премии «Золотая Деметра» на Ялтинском международном кинофестивале, президентами которого были Эмиль Лотяну и Владимир Мотыль.
По собственному признанию, бюджет его картин составлял 70—100 тысяч долларов, а на съёмки обычно уходило от 8 до 12 дней: так, «За прекрасных дам!» (1989) и «Бабник» (1990) он поставил за 10 дней, а «Стрелу любви» (2002) — всего за пять.
При жизни были изданы 4 книги с произведениями Анатолия Эйрамджана: «Бабник и другие кинокомедии» (1995), «С миру по нитке» (2006), «Голому рубашка» (2012), «Где находится НОФЕЛЕТ и кое-что ещё…» (2014).

### Личная жизнь
Жена — Оксана Шагдар (по образованию инженер-программист), ассистент кинорежиссёра, фотограф, гример, актриса, последняя киноработа — оператор в клипе к песне «Очарована, околдована» для певца Михаила Звездинского. Оксана Шагдар — Президент киностудии «Новый Одеон».
В 2003 году переехал в США.
Скончался 23 сентября 2014 года от остановки сердца в Майами. Похоронен в Майами в Southern Memorial Park.

## Актёры
Анатолий Эйрамджан часто повторялся в выборе актёров.
- Екатерина Зинченко — появилась в 17 фильмах. Но не всегда в главных ролях, снималась у режиссёра с перерывами со второго по предпоследний фильм.
- Михаил Державин — снялся в 10 фильмах. Главный актёр фильмов Эйрамджана. После 1998 года у режиссёра не снимался.
- Любовь Полищук — в период 1990—2002 снялась в 10 фильмах.
- Александр Панкратов-Черный сыграл в 9 фильмах, особенно часто снимался в период 1999—2001 годов.
- Михаил Кокшенов — снялся в 8 фильмах, почти везде в главных ролях. В фильме «Примадонна Мэри» был исполнительным продюсером.
- Борис Щербаков — снимался у режиссёра в средний период его творчества (1994—2001) в 7 фильмах.
- Аркадий Укупник — снялся в 5 фильмах последнего периода творчества режиссера (2001—2004).
- Наталья Селезнёва — снялась в 4 фильмах.

## Критика
Газета «Культура»:
«Можно по-разному относиться к творчеству Анатолия Эйрамджана. Одни (прежде всего кинокритики-снобы) снисходительно, а то и презрительно улыбаются, когда речь заходит о его картинах. Другие (прежде всего прокатчики), наоборот, считают, что он делает крепкое кино, которое по вкусу массовому зрителю. Но в любом случае не может не вызвать удивления и уважения тот факт, что, несмотря ни на что, Эйрамджан снимает и снимает.»
Еженедельник «Эфир» (Армения) :
«Зрители любят комедии Анатолия Эйрамджана и хвалят их. Критики тайно смотрят его комедии всей семьёй, но публично, как правило, злобно их критикуют, на то они и критики.»
За манеру снимать быстро и дёшево его сравнивают с Эдом Вудом, это сходство отмечал и сам Эйрамджан в интервью:
«Многие поступки этого режиссёра мне понятны, как наверное мало кому, очень много у меня с ним общего и мне обидно, что его считают худшим режиссёром Америки».
Газета «Взгляд»:
«в так называемой интеллигентской среде доброе слово про Эйрамджана считалось тогда и считается теперь делом неуместным. Несмотря на многочисленные попытки, мне так и не удалось опубликовать про картины Эйрамджана ни одного положительного абзаца в кинематографической прессе, хотя некоторые фильмы и некоторые приемы мастера всегда вызывали у меня восхищение. У меня, но не у других.» (Игорь Манцов)
Кинокритик Игорь Манцов охарактеризовал Эйрамджана как «наиболее стабильного, точного и профессионального (да-да!) кинематографиста десятилетия», «подлинного рыцаря малобюджетного кино», который «на мизерные деньги в ситуации полного краха киноиндустрии умудрялся выдавать на-гора один кинофарс за другим» и в которого «не плюнул только ленивый».

## Фильмография

### Сценарист
- 1973 — Односельчане
- 1975 — Что наша жизнь? (из киноальманаха «Ау-у!»)
- 1976 — Встретимся у фонтана
- 1980 — Если бы я был начальником (в титрах указан как Анатолий Тер-Григорян; совместно с А. Бородянским)
- 1981 — Пора красных яблок
- 1981 — Куда он денется!
- 1982 — Путешествие будет приятным
- 1983 — Витя Глушаков — друг апачей
- 1985 — Самая обаятельная и привлекательная
- 1987 — Где находится нофелет?

### Режиссёр и сценарист
- 1989 — За прекрасных дам! (первый советский коммерческий фильм)
- 1990 — Бабник
- 1990 — Моя морячка
- 1991 — Настоящий мужчина (телевизионная короткометражка для детей)
- 1992 — Новый Одеон
- 1993 — Старые пластинки (музыкальный фильм)
- 1994 — Жених из Майами
- 1994 — Третий не лишний
- 1996 — Импотент
- 1998 — Когда все свои
- 1998 — Ночной визит
- 1998 — Примадонна Мэри
- 1999 — Ультиматум
- 2000 — Агент в мини-юбке
- 2000 — День Святого Валентина
- 2001 — Тайное свидание
- 2001 — Любовница из Москвы
- 2001 — Мы сделали это!
- 2002 — Стрела любви
- 2002 — Сын неудачника
- 2003 — Лёгкий поцелуй
- 2004 — Заторможенный рефлекс
- 2004 — Жениться в 24 часа
- 2004 — Не нарушая закона
- 2005 — Дар природы

### Актёр
- 1985 — Самая обаятельная и привлекательная — пассажир в троллейбусе, сидевший рядом с Сусанной (в титрах не указан)
- 1990 — Моя морячка — московский коллега Гудкова
- 1991 — Настоящий мужчина (телевизионная короткометражка для детей) — судья по фигурному катанию
- 1992 — Новый Одеон — Аркадий Эдуардович, начальник Дмитрия Северцева
- 1998 — Примадонна Мэри — музыкант в ресторане / пассажир в аэропорту
- 2002 — Стрела любви — пассажир
- 2004 — Не нарушая закона — врач-психотерапевт